# 佐藤英児
佐藤 英児（さとう えいじ、1968年7月25日 - ）は、日本の実業家である。プロデュース元代表取締役社長。学位は博士（工学）。

## 人物
- 1968年7月 - 新潟県長岡市出生。
- 1992年6月 - 有限会社プロデュースを設立｡
- 1996年4月 - 株式会社プロデュースに改組｡
- 2005年12月 - ジャスダック上場。
- 2006年 - ジャスダック 市場で時価総額TOP5入
- 2006年9月 - 第6回EY Entrepreneur Of The Year Japan 2006 グロース部門優秀賞
- 2007年4月 - 事業創造大学院大学　客員教授
- 2008年9月18日 - 金融庁証券取引等監視委員会による強制調査。
- 2008年9月26日 - 民事再生手続開始の申立て実施｡10月27日に上場廃止｡
- 2009年1月16日 - 安川電機グループである株式会社ワイ・イー・データの100%子会社､株式会社ワイディー・メカトロソリューションズﾞとの間で､事業の一部譲渡につき合意｡
- 2009年3月5日 - 佐藤･前専務の井上義則取締役･元取締役の高野博･五十嵐幸男の4名が，有価証券報告書に虚偽の記載をしたとして､さいたま地検特別刑事部に証券取引法（現･金融商品取引法）違反の容疑で逮捕される｡
- 2009年6月5日 - 新潟地裁での債権者集会で会社側が提示した再生計画案が賛成多数で可決される｡09年9月までに再生債権の23%､10年3月までにさらに23.32%の計46.32%を弁済する方針｡同日地裁が認可｡
- 2009年8月5日 - さいたま地裁は佐藤前社長に懲役3年､罰金1000万円（求刑･懲役5年､罰金1000万円）､前専務･井上義則に懲役2年6月､執行猶予4年（同･懲役3年）を言い渡した｡佐藤被告は｢執行猶予判決を求めたい｣として即日控訴｡
- 2010年8月10日 - 最高裁は上告棄却[1]。
- 2010年9月14日 - 喜連川社会復帰促進センターに収監。
- 2012年9月14日 - 刑期を1年残して仮釈放。
- 2014年3月 - 日本工業大学大学院技術経営研究科技術経営専攻専門職学位課程修了。
- 2019年9月 - 日本工業大学大学院工学研究科機械システム工学専攻博士後期課程修了。
- 2019年10月 - 株式会社クリエイティブコーティングス代表取締役社長 兼CEO就任。

## 記事・論文
- 新潟放送で正月に新潟県泉田県知事とDeNA南場智子と正月番組出演
- 独自の技術を長岡から世界へ 株式会社プロデュース 2006年
- 長岡発ベンチャー企業の経営と成長戦略--(株)プロデュース企業見学から学ぶ 2007年
- 精密工学会  超音波振動が表面張力に与える影響に関する研究

## 交友関係
堀江貴文、南場智子、井川意高、三木谷浩史、藤田晋、鈴木宗男、田中真紀子、村上世彰、酒井法子、西山茉希など経済界をはじめとして政財界や芸能界など交友関係は広い。